# 九産大前駅
九産大前駅（きゅうさんだいまええき）は、福岡県福岡市東区唐原一丁目にある、九州旅客鉄道（JR九州）鹿児島本線の駅である。駅番号はJA05。

## 歴史
- 1989年（平成元年）3月11日：開業[2]。建設にあたり九州産業大学が建設費（約1億2千万円）のうち半分を負担した。
- 2000年（平成12年）2月19日：自動改札機を設置し、供用開始[3]。
- 2009年（平成21年）3月1日：ICカードSUGOCAの利用を開始[4]。

## 駅構造
相対式ホーム2面2線の設備を有する地上駅である。駅舎は橋上駅舎で、博多寄りに設けられている。両ホーム共に階段側（博多側）に向かってホーム柵が設置されている。
JR九州本体が駅業務を行う直営駅で、みどりの窓口および自動改札機が設置されている。JRの特定都区市内制度における「福岡市内」の駅である。

### のりば
| のりば | 路線       | 方向 | 行先             |
| ------ | ---------- | ---- | ---------------- |
| 1      | 鹿児島本線 | 上り | 赤間・小倉方面   |
| 2      | 鹿児島本線 | 下り | 博多・久留米方面 |

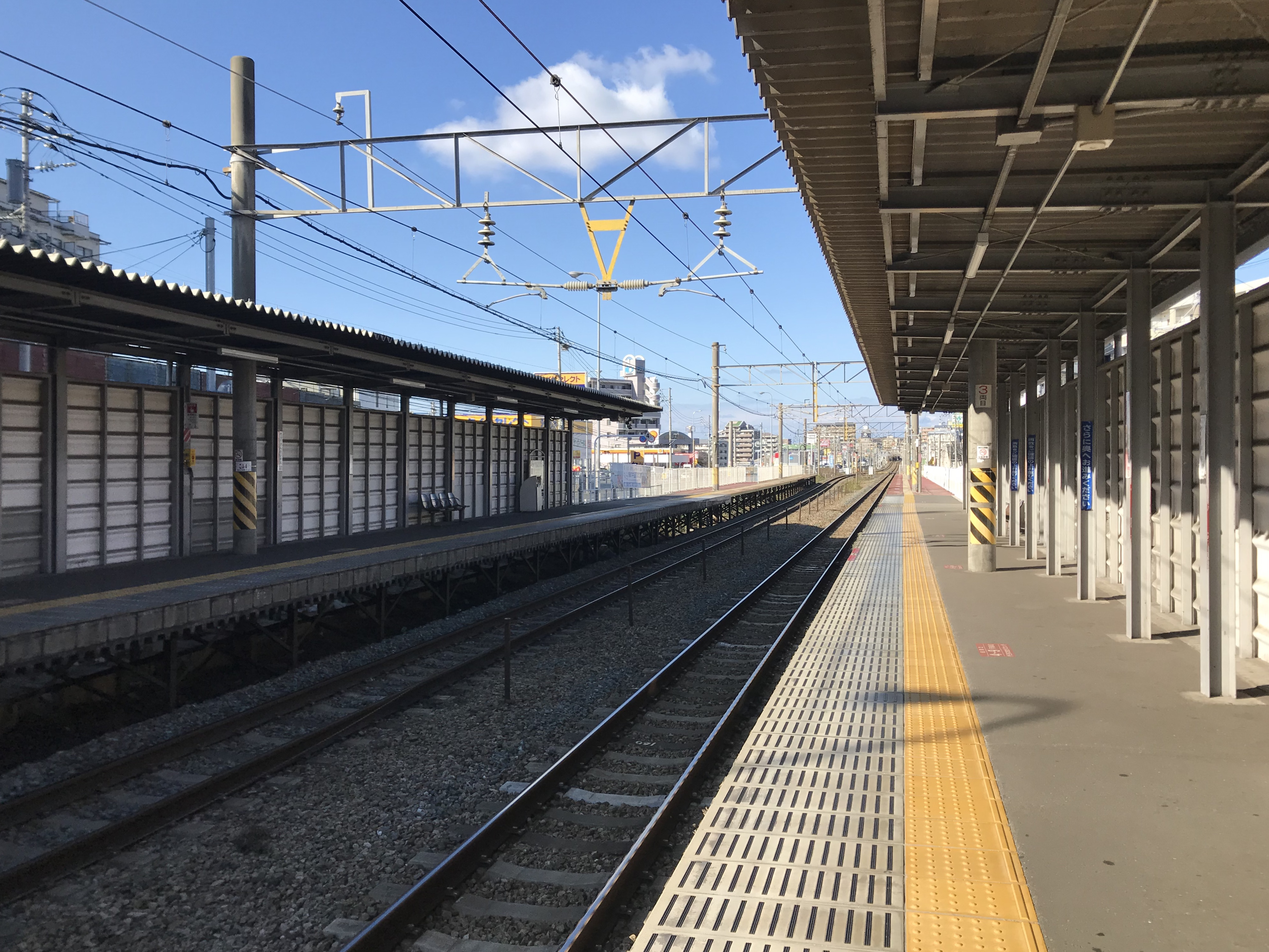
ホーム（2018年12月）

## 利用状況
2023年（令和5年）度の1日平均乗車人員は7,442人。JR九州の駅としては第21位である。
| 年度               | 1日平均 乗車人員 | 出典   |
| ------------------ | ---------------- | ------ |
| 2000年（平成12年） | 6,744            | [ 6 ]  |
| 2001年（平成13年） | 6,855            | [ 6 ]  |
| 2002年（平成14年） | 6,824            | [ 6 ]  |
| 2003年（平成15年） | 6,547            | [ 6 ]  |
| 2004年（平成16年） | 6,222            | [ 6 ]  |
| 2005年（平成17年） | 6,424            | [ 6 ]  |
| 2006年（平成18年） | 6,169            | [ 6 ]  |
| 2007年（平成19年） | 6,215            | [ 6 ]  |
| 2008年（平成20年） | 6,234            | [ 6 ]  |
| 2009年（平成21年） | 6,328            | [ 6 ]  |
| 2010年（平成22年） | 6,576            | [ 6 ]  |
| 2011年（平成23年） | 6,901            | [ 6 ]  |
| 2012年（平成24年） | 7,040            | [ 6 ]  |
| 2013年（平成25年） | 7,386            | [ 6 ]  |
| 2014年（平成26年） | 7,217            | [ 6 ]  |
| 2015年（平成27年） | 7,358            | [ 6 ]  |
| 2016年（平成28年） | 7,520            | [ 7 ]  |
| 2017年（平成29年） | 7,605            | [ 8 ]  |
| 2018年（平成30年） | 7,740            | [ 9 ]  |
| 2019年（令和元年） | 7,861            | [ 10 ] |
| 2020年（令和02年） | 4,832            | [ 11 ] |
| 2021年（令和03年） | 6,090            | [ 12 ] |
| 2022年（令和04年） | 6,965            | [ 13 ] |
| 2023年（令和05年） | 7,442            | [ 5 ]  |

## 駅周辺
当駅から東側約150mの場所を香椎線が通っているが、駅は設けられていない。駅名の由来になっている九州産業大学は香椎線の線路に隣接している。
駅の西側を国道495号が鹿児島本線に並行する形で通っている。九産大側、国道側ともに出入りが可能であり、国道側出入口は歩道橋（唐ノ原歩道橋）に直結し交通量の多い国道を横断できるようになっている。国道495号線より西側は住宅地となっている。
- 香椎花園前駅 - 西鉄貝塚線
- 九州産業大学
- 福岡県立香住丘高等学校
- 福岡唐原郵便局
- 福岡市立香住丘小学校
- ブランチ福岡下原
  - キャンドゥ
  - マックスバリュ
  - マツモトキヨシ

## 隣の駅
九州旅客鉄道（JR九州）
 鹿児島本線
■快速・■区間快速
通過
■普通
福工大前駅 (JA06) - 九産大前駅 (JA05) - 香椎駅 (JA04)